# .25-20 Winchester
.25-20 Winchester, або WCF (Winchester center fire), було розроблено приблизно в 1895 році для важільної гвинтівки Winchester Модель 1892. Набій було створено шляхом зменшення дульця гільзи набою .32-20 Winchester. Напочатку 20-го століття набій був популярним серед мисливців на дрібну дичину та шкідників, куля якого вагою 5,5 г мала швидкість 445 м/с. За два роки до цього Marlin Firearms Co. обтисла дульце набою .32-20 Winchester та назвала набій .25-20 Marlin. Його вперше використали в важільній гвинтівці Модель 1889 Marlin задовго до того, як Winchester зробив те саме та дав своє ім'я набою .25-20.
Хоча за SAAMI повний тиск становить 28 000 CUP, сучасні боєприпаси споряджають легшими зарядами, оскільки оригінальна зброя зроблена зі слабшої сталі. Ранні набої з димним порохом мали тиск приблизно 20 000 psi (140 МПа) psi, але рейтинг SAAMI близький до рейтингу високошвидкісних бездимних набоїв, які випускали пізніше. Високошвидкісні заряди дають швидкість 530 м/с.
Його було легко та економічно перезаряджати і був популярним серед фермерів, власників ранчо, стрільців та мисливців. Хоча набій .25-20 використовували для полювання на оленів, а Джеймс Джордан Бак навіть стверджував, що полював на білохвостого оленя, його зараз рідко використовують для полювання на велику дичину через скромну балістику та легку кулю, що не дає вбити дичину одним пострілом. Хоча високошвидкісні заряди підходять для полювання на дрібну дичину, любителі можуть заряджати набій важчими литими зі свинця кулями, наприклад 5,5 г LRNFP, на більш скромних швидкостях приблизно 304-365 м/с  для полювання на дичину, яку не може зупинити набій .22 Long Rifle, при цьому сильно не псуючи м'ясо. Набій .25-20 все ще можна використовувати для полювання на дрібну дичину не ушкоджуючи хутро.
Набій .25-20 Winchester часто плутають зі схожим за назвою набоєм .25-20 Single Shot; два набої помітно відрізняються один від одного і не з взаємозамінні.